# Харолд Лъноу
Харолд Лъноу (на английски: Harold Luhnow) е американски бизнесмен и общественик.
Роден е на 25 септември 1895 година в Чикаго в семейство на немски имигранти. Завършва агрономство в Канзаския щатски университет. През 1919 година се установява в Канзас Сити и започва работа в предприятието за домашно обзавеждане на своя чичо Уилям Волкър, което оглавява през 1937 година. Той ръководи и благотворителния Фонд „Уилям Волкър“, който от 40-те до 60-те години играе важна роля за развитието на класическия либерализъм в Съединените щати. Чрез него Лъноу дълго време субсидира заплатите на Лудвиг фон Мизес в Нюйоркския университет и на Фридрих Хайек в Чикагския университет, финансира проекти на автори, като Милтън Фридман и Мъри Ротбард.
Харолд Лъноу умира на 14 август 1978 година.